# 池田政和 (生坂藩主)
池田 政和（いけだ まさかず）は、江戸時代後期の大名。備中国生坂藩7代藩主。

## 略伝
文政4年（1821年）、一族で6000石を領した大身旗本・池田喜長の次男として誕生した。
生坂藩6代藩主・池田政範には2人の女児しかなかったため、養嗣子として迎えられ、天保10年（1839年）正月23日に政範の隠居によって跡を継いだ。安政元年（1854年）、本家の岡山藩8代藩主・池田慶政と共に房総半島の警備を務めた。安政2年（1855年）12月27日、家督を次男・政礼に譲って隠居した。
安政5年（1858年）2月4日、死去。享年38。